# Svetovno prvenstvo v hokeju na ledu 1951
Svetovno prvenstvo v hokeju na ledu 1951 je bilo osemnajsto Svetovno prvenstvo v hokeju na ledu. Potekalo je med 9. in 17. marcem 1951 v Parizu, Francija. Zlato medaljo je osvojila kanadska reprezentanca, srebrno švedska, bronasto pa švicarska, v konkurenci trinajstih reprezentanc, drugič tudi jugoslovanske, ki je osvojila trinajsto mesto. Prvič je prvenstvo potekalo ločeno za elitno skupino sedmih reprezentanc in drugorazredno skupino šestih reprezentanc Critérium Européen, kasnejšo skupino B.

## Dobitniki medalj
| Zlato | Srebro | Bron |
| KanadaKark Sorokoski Richard Gray Shorty Malacho Donald Vogan Thomas Wood Walter Rimstead Stanley Obodiac Mickey Roth William Chandler William Flick Denny Flanagan Hector Negrello William Gibson Donald McLean Andrew Milroy Bert Knibbs Lou Siray | ŠvedskaArne Johansson Lars Svensson Åke Andersson Rune Johansson Åke Lassas Börje Löfgren Sven Thunman Hans Tvilling Stig Tvilling Stig Carlsson Rolf Eriksson-Hemlin Gösta Johansson Yngve Karlsson Bengt Larsson Lars Pettersson | ŠvicaHans Bänninger Jean Ayer Emil Handschin Heinrich Boller Reto Delnon Hans Heierling Gebhard Poltera Ulrich Poltera Hans-Martin Trepp Walter Dürst Otto Schläpfer Alfred Bieler Wilhelm Pfister |

## Tekme

### Skupina A
| 9. marec 1951 | Norveška | 3:0 | ZDA | Pariz, Francija |

| Poročilo tekme      | Poročilo tekme | Poročilo tekme | Poročilo tekme | Poročilo tekme |
| ------------------- | -------------- | -------------- | -------------- | -------------- |
| Začetek: ni podatka |                |                |                |                |

| 10. marec 1951 | Kanada | 11:1 | Finska | Pariz, Francija |

| Poročilo tekme      | Poročilo tekme | Poročilo tekme | Poročilo tekme | Poročilo tekme |
| ------------------- | -------------- | -------------- | -------------- | -------------- |
| Začetek: ni podatka |                |                |                |                |

| 10. marec 1951 | Švedska | 5:1 | Združeno kraljestvo | Pariz, Francija |

| Poročilo tekme      | Poročilo tekme | Poročilo tekme | Poročilo tekme | Poročilo tekme |
| ------------------- | -------------- | -------------- | -------------- | -------------- |
| Začetek: ni podatka |                |                |                |                |

| 10. marec 1951 | Švica | 8:1 | Norveška | Pariz, Francija |

| Poročilo tekme      | Poročilo tekme | Poročilo tekme | Poročilo tekme | Poročilo tekme |
| ------------------- | -------------- | -------------- | -------------- | -------------- |
| Začetek: ni podatka |                |                |                |                |

| 11. marec 1951 | Švedska | 8:0 | ZDA | Pariz, Francija |

| Poročilo tekme      | Poročilo tekme | Poročilo tekme | Poročilo tekme | Poročilo tekme |
| ------------------- | -------------- | -------------- | -------------- | -------------- |
| Začetek: ni podatka |                |                |                |                |

| 11. marec 1951 | Kanada | 8:0 | Norveška | Pariz, Francija |

| Poročilo tekme      | Poročilo tekme | Poročilo tekme | Poročilo tekme | Poročilo tekme |
| ------------------- | -------------- | -------------- | -------------- | -------------- |
| Začetek: ni podatka |                |                |                |                |

| 12. marec 1951 | Švica | 7:1 | ZDA | Pariz, Francija |

| Poročilo tekme      | Poročilo tekme | Poročilo tekme | Poročilo tekme | Poročilo tekme |
| ------------------- | -------------- | -------------- | -------------- | -------------- |
| Začetek: ni podatka |                |                |                |                |

| 12. marec 1951 | ZDA | 5:4 | Finska | Pariz, Francija |

| Poročilo tekme      | Poročilo tekme | Poročilo tekme | Poročilo tekme | Poročilo tekme |
| ------------------- | -------------- | -------------- | -------------- | -------------- |
| Začetek: ni podatka |                |                |                |                |

| 13. marec 1951 | Švedska | 5:2 | Norveška | Pariz, Francija |

| Poročilo tekme      | Poročilo tekme | Poročilo tekme | Poročilo tekme | Poročilo tekme |
| ------------------- | -------------- | -------------- | -------------- | -------------- |
| Začetek: ni podatka |                |                |                |                |

| 13. marec 1951 | Švica | 4:1 | Finska | Pariz, Francija |

| Poročilo tekme      | Poročilo tekme | Poročilo tekme | Poročilo tekme | Poročilo tekme |
| ------------------- | -------------- | -------------- | -------------- | -------------- |
| Začetek: ni podatka |                |                |                |                |

| 13. marec 1951 | Kanada | 17:1 | Združeno kraljestvo | Pariz, Francija |

| Poročilo tekme      | Poročilo tekme | Poročilo tekme | Poročilo tekme | Poročilo tekme |
| ------------------- | -------------- | -------------- | -------------- | -------------- |
| Začetek: ni podatka |                |                |                |                |

| 14. marec 1951 | Švedska | 3:3 | Švica | Pariz, Francija |

| Poročilo tekme      | Poročilo tekme | Poročilo tekme | Poročilo tekme | Poročilo tekme |
| ------------------- | -------------- | -------------- | -------------- | -------------- |
| Začetek: ni podatka |                |                |                |                |

| 15. marec 1951 | Norveška | 4:3 | Združeno kraljestvo | Pariz, Francija |

| Poročilo tekme      | Poročilo tekme | Poročilo tekme | Poročilo tekme | Poročilo tekme |
| ------------------- | -------------- | -------------- | -------------- | -------------- |
| Začetek: ni podatka |                |                |                |                |

| 15. marec 1951 | Švedska | 11:3 | Finska | Pariz, Francija |

| Poročilo tekme      | Poročilo tekme | Poročilo tekme | Poročilo tekme | Poročilo tekme |
| ------------------- | -------------- | -------------- | -------------- | -------------- |
| Začetek: ni podatka |                |                |                |                |

| 15. marec 1951 | Kanada | 16:2 | ZDA | Pariz, Francija |

| Poročilo tekme      | Poročilo tekme | Poročilo tekme | Poročilo tekme | Poročilo tekme |
| ------------------- | -------------- | -------------- | -------------- | -------------- |
| Začetek: ni podatka |                |                |                |                |

| 16. marec 1951 | Finska | 3:0 | Norveška | Pariz, Francija |

| Poročilo tekme      | Poročilo tekme | Poročilo tekme | Poročilo tekme | Poročilo tekme |
| ------------------- | -------------- | -------------- | -------------- | -------------- |
| Začetek: ni podatka |                |                |                |                |

| 16. marec 1951 | Kanada | 5:1 | Švica | Pariz, Francija |

| Poročilo tekme      | Poročilo tekme | Poročilo tekme | Poročilo tekme | Poročilo tekme |
| ------------------- | -------------- | -------------- | -------------- | -------------- |
| Začetek: ni podatka |                |                |                |                |

| 16. marec 1951 | ZDA | 6:6 | Združeno kraljestvo | Pariz, Francija |

| Poročilo tekme      | Poročilo tekme | Poročilo tekme | Poročilo tekme | Poročilo tekme |
| ------------------- | -------------- | -------------- | -------------- | -------------- |
| Začetek: ni podatka |                |                |                |                |

| 17. marec 1951 | Združeno kraljestvo | 6:3 | Finska | Pariz, Francija |

| Poročilo tekme      | Poročilo tekme | Poročilo tekme | Poročilo tekme | Poročilo tekme |
| ------------------- | -------------- | -------------- | -------------- | -------------- |
| Začetek: ni podatka |                |                |                |                |

| 17. marec 1951 | Švica | 5:1 | ZDA | Pariz, Francija |

| Poročilo tekme      | Poročilo tekme | Poročilo tekme | Poročilo tekme | Poročilo tekme |
| ------------------- | -------------- | -------------- | -------------- | -------------- |
| Začetek: ni podatka |                |                |                |                |

| 17. marec 1951 | Kanada | 5:1 | Švedska | Pariz, Francija |

| Poročilo tekme      | Poročilo tekme | Poročilo tekme | Poročilo tekme | Poročilo tekme |
| ------------------- | -------------- | -------------- | -------------- | -------------- |
| Začetek: ni podatka |                |                |                |                |

#### Lestvica
OT-odigrane tekme, z-zmage, n-neodločeni izidi, P-porazi, DG-doseženo goli, PG-prejeti goli, GR-gol razlika, T-točke.
| # | Reprezentanca       | OT | Z | N | P | DG | PG | GR  | T  |
| - | ------------------- | -- | - | - | - | -- | -- | --- | -- |
| 1 | Kanada              | 6  | 6 | 0 | 0 | 62 | 6  | +56 | 12 |
| 2 | Švedska             | 6  | 4 | 1 | 1 | 33 | 14 | +19 | 9  |
| 3 | Švica               | 6  | 4 | 1 | 1 | 28 | 12 | +16 | 9  |
| 4 | Norveška            | 6  | 2 | 0 | 4 | 10 | 27 | -17 | 4  |
| 5 | Združeno kraljestvo | 6  | 1 | 1 | 4 | 18 | 42 | -24 | 3  |
| 6 | ZDA                 | 6  | 1 | 1 | 4 | 14 | 42 | -28 | 3  |
| 7 | Finska              | 6  | 1 | 0 | 5 | 15 | 37 | -22 | 2  |

### Skupina B (Critérium Européen)
| 10. marec 1951 | Francija | 1:4 | Italija | Pariz, Francija |

| Poročilo tekme      | Poročilo tekme | Poročilo tekme | Poročilo tekme | Poročilo tekme |
| ------------------- | -------------- | -------------- | -------------- | -------------- |
| Začetek: ni podatka |                |                |                |                |

| 11. marec 1951 | Belgija | 13:0 | Jugoslavija | Pariz, Francija |

| Poročilo tekme      | Poročilo tekme | Poročilo tekme | Poročilo tekme | Poročilo tekme |
| ------------------- | -------------- | -------------- | -------------- | -------------- |
| Začetek: ni podatka |                |                |                |                |

| 11. marec 1951 | Italija | 3:1 | Nizozemska | Pariz, Francija |

| Poročilo tekme      | Poročilo tekme | Poročilo tekme | Poročilo tekme | Poročilo tekme |
| ------------------- | -------------- | -------------- | -------------- | -------------- |
| Začetek: ni podatka |                |                |                |                |

| 11. marec 1951 | Francija | 7:3 | Avstrija | Pariz, Francija |

| Poročilo tekme      | Poročilo tekme | Poročilo tekme | Poročilo tekme | Poročilo tekme |
| ------------------- | -------------- | -------------- | -------------- | -------------- |
| Začetek: ni podatka |                |                |                |                |

| 12. marec 1951 | Nizozemska | 5:2 | Jugoslavija | Pariz, Francija |

| Poročilo tekme      | Poročilo tekme | Poročilo tekme | Poročilo tekme | Poročilo tekme |
| ------------------- | -------------- | -------------- | -------------- | -------------- |
| Začetek: ni podatka |                |                |                |                |

| 12. marec 1951 | Avstrija | 5:3 | Belgija | Pariz, Francija |

| Poročilo tekme      | Poročilo tekme | Poročilo tekme | Poročilo tekme | Poročilo tekme |
| ------------------- | -------------- | -------------- | -------------- | -------------- |
| Začetek: ni podatka |                |                |                |                |

| 13. marec 1951 | Italija | 7:3 | Belgija | Pariz, Francija |

| Poročilo tekme      | Poročilo tekme | Poročilo tekme | Poročilo tekme | Poročilo tekme |
| ------------------- | -------------- | -------------- | -------------- | -------------- |
| Začetek: ni podatka |                |                |                |                |

| 14. marec 1951 | Nizozemska | 4:3 | Avstrija | Pariz, Francija |

| Poročilo tekme      | Poročilo tekme | Poročilo tekme | Poročilo tekme | Poročilo tekme |
| ------------------- | -------------- | -------------- | -------------- | -------------- |
| Začetek: ni podatka |                |                |                |                |

| 14. marec 1951 | Francija | 10:3 | Jugoslavija | Pariz, Francija |

| Poročilo tekme      | Poročilo tekme | Poročilo tekme | Poročilo tekme | Poročilo tekme |
| ------------------- | -------------- | -------------- | -------------- | -------------- |
| Začetek: ni podatka |                |                |                |                |

| 15. marec 1951 | Italija | 6:1 | Jugoslavija | Pariz, Francija |

| Poročilo tekme      | Poročilo tekme | Poročilo tekme | Poročilo tekme | Poročilo tekme |
| ------------------- | -------------- | -------------- | -------------- | -------------- |
| Začetek: ni podatka |                |                |                |                |

| 15. marec 1951 | Francija | 10:0 | Belgija | Pariz, Francija |

| Poročilo tekme      | Poročilo tekme | Poročilo tekme | Poročilo tekme | Poročilo tekme |
| ------------------- | -------------- | -------------- | -------------- | -------------- |
| Začetek: ni podatka |                |                |                |                |

| 16. marec 1951 | Italija | 7:2 | Avstrija | Pariz, Francija |

| Poročilo tekme      | Poročilo tekme | Poročilo tekme | Poročilo tekme | Poročilo tekme |
| ------------------- | -------------- | -------------- | -------------- | -------------- |
| Začetek: ni podatka |                |                |                |                |

| 16. marec 1951 | Nizozemska | 2:1 | Belgija | Pariz, Francija |

| Poročilo tekme      | Poročilo tekme | Poročilo tekme | Poročilo tekme | Poročilo tekme |
| ------------------- | -------------- | -------------- | -------------- | -------------- |
| Začetek: ni podatka |                |                |                |                |

| 17. marec 1951 | Jugoslavija | 4:3 | Avstrija | Pariz, Francija |

| Poročilo tekme      | Poročilo tekme | Poročilo tekme | Poročilo tekme | Poročilo tekme |
| ------------------- | -------------- | -------------- | -------------- | -------------- |
| Začetek: ni podatka |                |                |                |                |

| 17. marec 1951 | Francija | 7:5 | Nizozemska | Pariz, Francija |

| Poročilo tekme      | Poročilo tekme | Poročilo tekme | Poročilo tekme | Poročilo tekme |
| ------------------- | -------------- | -------------- | -------------- | -------------- |
| Začetek: ni podatka |                |                |                |                |

#### Lestvica
OT-odigrane tekme, z-zmage, n-neodločeni izidi, P-porazi, DG-doseženo goli, PG-prejeti goli, GR-gol razlika, T-točke.
| #  | Reprezentanca | OT | Z | N | P | DG | PG | GR  | T  |
| -- | ------------- | -- | - | - | - | -- | -- | --- | -- |
| 8  | Italija       | 5  | 5 | 0 | 0 | 27 | 8  | +19 | 10 |
| 9  | Francija      | 5  | 4 | 0 | 1 | 35 | 15 | +20 | 8  |
| 10 | Nizozemska    | 5  | 3 | 0 | 1 | 17 | 16 | +1  | 6  |
| 11 | Belgija       | 5  | 1 | 0 | 4 | 20 | 26 | -6  | 2  |
| 12 | Avstrija      | 5  | 1 | 0 | 4 | 16 | 25 | -9  | 2  |
| 13 | Jugoslavija   | 5  | 1 | 0 | 4 | 13 | 37 | -24 | 2  |

## Končni vrstni red
1. Kanada
2. Švedska
3. Švica
4. Norveška
5. Združeno kraljestvo
6. ZDA
7. Finska
8. Italija
9. Francija
10. Nizozemska
11. Belgija
12. Avstrija
13. Jugoslavija